# روماس اوبارتاس
روماس اوبارتاس (لیتوانیایی: Romas Ubartas؛ زادهٔ ۲۶ مه ۱۹۶۰) پرتاب‌گر دیسک سابق اهل شوروی و لیتوانی است.
از افتخارات وی میتوان به کسب مدال طلا پرتاب دیسک در بازی‌های المپیک تابستانی ۱۹۹۲ و مدال نقره در بازی‌های المپیک تابستانی ۱۹۸۸ اشاره کرد.